# 다킬리야주

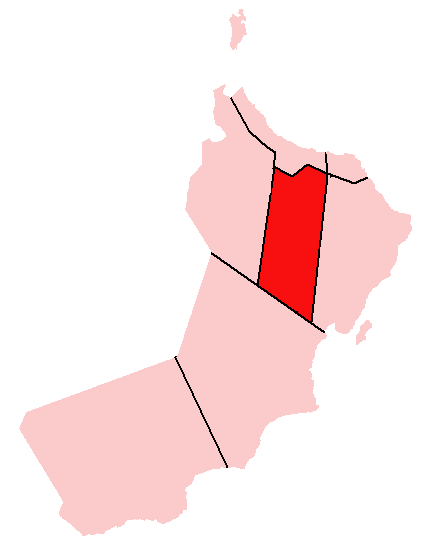
다킬리야주의 위치

다킬리야주(아랍어: المنطقة الداخلية)는 오만 북부에 위치한 주로 주도는 니즈와이며 인구는 267,140명(2003년 기준), 면적은 31,900km2이다. 다킬리야는 아랍어로 "내륙"을 뜻한다.
이전까지는 다킬리야 지방이었지만 2011년 10월 28일에 실시된 행정 구역 개편에 따라 주로 승격되었다. 북쪽으로는 남바티나주, 북동쪽으로는 무스카트주, 동쪽으로는 북동부주, 남쪽으로는 중부주, 서쪽으로는 다히라주와 접한다. 8개 구를 관할한다.